# Delta Amacuro
Delta Amacuro és un dels 23 estats en què és dividida Veneçuela. La capital de l'estat és Tucupita.

## Municipis
1. Antonio Díaz (Curiapo)
2. Casacoima (Sierra Imataca)
3. Pedernales (Pedernales)
4. Tucupita (Tucupita)